# Amauris valens
Amauris valens är en fjärilsart som beskrevs av Talbot 1940. Amauris valens ingår i släktet Amauris och familjen praktfjärilar. Inga underarter finns listade i Catalogue of Life.